# Roman Osica
Roman Osica (ur. 1974) – polski dziennikarz prasowy i radiowy oraz muzyk.

## Kariera
Początkowo pracował w miesięczniku „Kino”, był również reportażystą w Polskim Radiu. Od 1997 pracował w Radiostacji. W 1999 rozpoczął pracę w RMF FM, początkowo jako prowadzący popularne wśród słuchaczy krótkie audycje na temat aktualnej sytuacji na drogach, następnie też jako sprawozdawca sportowy. Prowadził również imprezy promocyjne stacji. Po siedmiu latach wraz z Markiem Balawajderem utworzył w RMF-ie redakcję śledczą. Po 15 latach odszedł z RMF do Radia Zet, obejmując funkcje szefa reporterów i prowadzącego południowe pasmo publicystyczne. W stacji pracował cztery lata. Od 2019 pracował w firmie świadczącej usługi dziennikarskie i copywriterskie. Od jesieni 2020 wraz z Anetą Wojtunik prowadzi firmę doradczą zajmującą się bezpieczeństwem przedsiębiorstw.
Jest członkiem zespołu Poparzeni Kawą Trzy, w którym śpiewa i gra na saksofonie. 

## Nagrody
W 2012 otrzymał nagrodę dziennikarską Grand Press w kategorii News za informację o śmierci generała Sławomira Petelickiego. Później wspólnie z Markiem Balawajderem został nominowany do tej samej nagrody (2013). W 2016 został laureatem nagrody MediaTory w kategorii TORpeda.

## Książki
- Janusz Kaczmarek. Cena władzy (współautor), Prószyński i S-ka, Warszawa 2008
- Polowanie na Prezydenta (współautor), Rosner & Wspólnicy, Warszawa 2009

## Życie prywatne
Jego żoną była Kamila Biedrzycka – dziennikarka radiowa i telewizyjna. Ma z nią jedną córkę, Polę.  
Obecnie jest związany z ukraińską dziennikarką, Aliną Makarczuk. W 2025 roku poinformowali, że spodziewają się dziecka. Ich syn Oskar przyszedł na świat 27 czerwca.      